# Шетња с лавом (1. сезона)
Прва сезона хумористичке телевизијске серије Шетња с лавом емитована је oд 17. децембра 2022. до 15. јануара 2023. на Суперстар ТВ. 
Прва сезона се састоји од 10 епизода.

## Радња
Брза и урнебесна прича прати главне ликове који су Бата, изузетно даровит и образован али неафирмисан филмски редитељ који једва саставља крај са крајем и Уна, најпознатија тв водитељка и заштитно лице веома популарне, сензационалистичке, комерцијалне телевизије када им се путеви укрсте.
Овај романтични трилер наше јунаке ставља у немогуће ситуације и тек тад, суочени са правим животним искушењима, они постају људи.

## Епизоде
| Бр. еп. (укупно) | Бр. еп. (у сезони) | Наслов                                                        | Редитељ       | Сценариста         | Премијера          |
| --- | ------------------ | ------------------------------------------------------------- | ------------- | ------------------ | ------------------ |
| 1 | 1                  | Од љубавног сусрета до притвора                               | Филип Чоловић | Андреј Шепетковски | 17. децембар 2022. |
| На почетку упознајемо Уну, најпопуларнију тв водитељку у земљи, ауторку емисије у којој на оригиналан начин интервјуише најпознатије личности из јавног живота, као и Бату, генијалног, али неафирмисаног филмског редитеља на ивици егзистенције. Њихов сусрет који је требало да буде тек један у низу тв интервјуа, ипак завршава неочекиваним обртом.... |                    |                                                               |               |                    |                    |
| 2 | 2                  | Бата осуђен на 10 година затвора                              | Филип Чоловић | Андреј Шепетковски | 18. децембар 2022. |
| Након што је избио пожар, Уна и Бата завршавају у болници. Уна задобија опекотине на лицу, а Бата после опоравка у болници, прелази у притвор. Пожар који је случајно изазвао, усмртио је Батину комшиницу, због чега је он постао први и једини осумњичени за несрећу. Инспектор га узима за зуб и почиње детаљно да испитује Батину прошлост, наилазећи на његов први филм Метаморфоза, чији назив детаљно подгрева сумњу да је Бата мутан лик и да је сигурно подметнуо пожар. Бата се у притвору среће са сумњивим типовима, још увек несвестан да му се живот променио из корена. Размишља само о интимном сусрету са Уном, која му долази у посету и моли га да на суду не открива ништа о њиховом сусрету. Бати додељују јавног браниоца , видно неискусног и на почетку каријере, што редитеља додатно демотивише. Иако константно размишља само о Уни и њиховој љубавној причи, Бата одлази на суђење где добија чак 10 година затвора.... |                    |                                                               |               |                    |                    |
| 3 | 3                  | Метаморфоза крчи пут до Батине невиности                      | Филип Чоловић | Андреј Шепетковски | 24. децембар 2022. |
| После велике експлозије, Бата завршава иза решетака. У затвору му велика опасност прети од озлоглашеног затвореника Дабе. Тв водитељки Уни, која се још увек опоравља од несреће, на ТВ станици где ради, приређују дочек који организује Нешко, власник телевизије који жели да освоји Уну. Инспектор Тришић гледа стари Батин филм Метаморфоза. Остаје задивљен његовом генијалношћу, почиње да проучава историју филма и долази до закључка да је Бата нехотице изазвао несрећу... |                    |                                                               |               |                    |                    |
| 4 | 4                  | Бата прихвата наметнуту улогу опасног момка                   | Филип Чоловић | Андреј Шепетковски | 25. децембар 2022. |
| Даба, најозлоглашенији затвореник, доживљава несрећу у затвору, након чега сви мисле да је Бата заслужан за то. Бата прихвата наметнуту улогу опасног момка, не би ли преживео у суровом окружењу. Уна покушава да се врати на пут старе славе и успут одбија непрестано удварање Нешка. У затвору затвореници бирају Бату за новог шефа који ће посредовати у свим прљавим пословима са чуварима... |                    |                                                               |               |                    |                    |
| 5 | 5                  | Бата у затвору постаје суров док Анђелка доживљава преображај | Филип Чоловић | Андреј Шепетковски | 31. децембар 2022. |
| Бата почиње невешто да глуми опасног шефа мафије у затвору и упада у низ опасних ситуација. Инспектор Тришић, уз пуно муке, ступа у контакт с Уном и упркос њеном одбијању даје јој да погледа Батин филм. После неколико месеци затвора, Бата се саживи са својим ликом и заиста постаје суров. Са друге стране, Уна, после гледања Батиног филма, спознаје његов дар и доживљава преображај. |                    |                                                               |               |                    |                    |
| 6 | 6                  | Уна се састаје са инспектором Тришићем                        | Филип Чоловић | Андреј Шепетковски | 1. јануар 2023.    |
| Инспектор Тришић због случаја на коме ради има проблеме на послу. На тв станици, Нешко кажњава Уну и додељује Дини чувену Унину ауторску емисију Шетња са лавом. Батина мајка Нада одлази у Париз, на самосталну изложбу на којој се нада да ће зарадити довољно пара да унајми врхунске адвокате. Уна наставља да посећује Бату у затвору, након чега има састанак са инспектором Тришићем. |                    |                                                               |               |                    |                    |
| 7 | 7                  | Бата прави план како да побегне из затвора                    | Филип Чоловић | Андреј Шепетковски | 7. јануар 2023.    |
| Уна и инспектор Тришић се удружују и почињу заједно да траже доказе о Батиној невиности. У међувремену, медији праве аферу о њиховој тајној вези и Тришић једва успева да се оправда код своје жене. Француски милионер на Надиној изложби у Паризу одлучује да купи све слике, али Нада изненада премине. Бата у затвору сазнаје за смрт мајке и реагује бурно, због чега добија продужење казне. Бати се рађа идеја да побегне из затвора. |                    |                                                               |               |                    |                    |
| 8 | 8                  | Неуспели покушај                                              | Филип Чоловић | Андреј Шепетковски | 8. јануар 2023.    |
| Бата увелико са својим цимерима припрема бекство из затвора. Због свог промењеног приступа послу, Уна добија упозорење пред отказ. Уна све чешће посећује Бату и њихов однос се продубљује. Инспектор Тришић тражи доказе о неисправности инсталација у Батином стану које су довеле до експлозије. Инспектора Тришића напушта жена и одводи децу са собом. Бата успева да побегне из затвора, али због непажње цимера, убрзо бива ухваћен и добија ново продужење... |                    |                                                               |               |                    |                    |
| 9 | 9                  | Између Уне и Бате се коначно рађа љубав                       | Филип Чоловић | Андреј Шепетковски | 14. јануар 2023.   |
| Уна све чешће посећује Бату и међу њима се рађа љубав која се сваким даном продубљује. Уна добија отказ на телевизији. Инспектор Тришић, уз Унину помоћ, успева да нађе довољно доказа да покрене ново суђење. Даба се буди из коме... |                    |                                                               |               |                    |                    |
| 10 | 10                 | Поновљено суђење                                              | Филип Чоловић | Андреј Шепетковски | 15. јануар 2023.   |
| Организује се поновљено суђење на ком се доказује да Бата није намерно изазвао несрећу, због чега му се драстично смањује казна. Инспектор Тришић на послу ликује, али колеге су разочаране јер се испоставило да ипак није имао аферу са Уном. Уна нестрпљиво ишчекује да Бата изађе из затвора. Даба се враћа у затвор и спрема освету. Напољу, Уна, Тришић, Жика и Унини родитељи, спремају дочек за Бату... |                    |                                                               |               |                    |                    |